# جو جانستون
جو جانستون (انگلیسی: Joe Johnston؛ زادهٔ ۱۳ مهٔ ۱۹۵۰) طراح و کارگردان اهل ایالات متحده آمریکا است. وی از سال ۱۹۷۷ میلادی تاکنون مشغول فعالیت بوده‌است.
کارنامه کاری
- جومانجی (کارگردان)
- کاپیتان آمریکا: نخستین انتقام‌جو (کارگردان)
- پارک ژوراسیک ۳ (کارگردان)
- موشک‌زن (فیلم) (کارگردان)
- مرد گرگ‌نما (فیلم ۲۰۱۰) (کارگردان)
- عزیزم، بچه‌ها را کوچک کردم (کارگردان)
- هیدالگو (فیلم) (کارگردان)
- فندق‌شکن و چهار قلمرو (کارگردان)